# Moadon Kaduregel Hapoel Kfar Saba
Il Moadon Kaduregel Hapoel Kfar Saba (in ebraico מועדון כדורגל הפועל כפר סבא‎?), noto come Hapoel Kfar Saba, è una società calcistica israeliana con sede nella città di Kfar Saba, militante nella Liga Leumit, la seconda serie del campionato di calcio israeliano.

## Storia
L'Hapoel Kfar Saba visse il proprio periodo d'oro vissuto a cavallo tra gli anni settanta e il 1982: durante tali anni, l'Hapoel Kfar Saba vinse due Coppe di Israele (1974-75, 1979-80) e il primo (e, ad oggi, unico) titolo nazionale nel campionato 1981-1982.
Nella stagione successiva, l'Hapoel Kfar Saba non seppe difendere il titolo, giungendo addirittura ultimo e venendo così retrocesso in Liga Artzit.

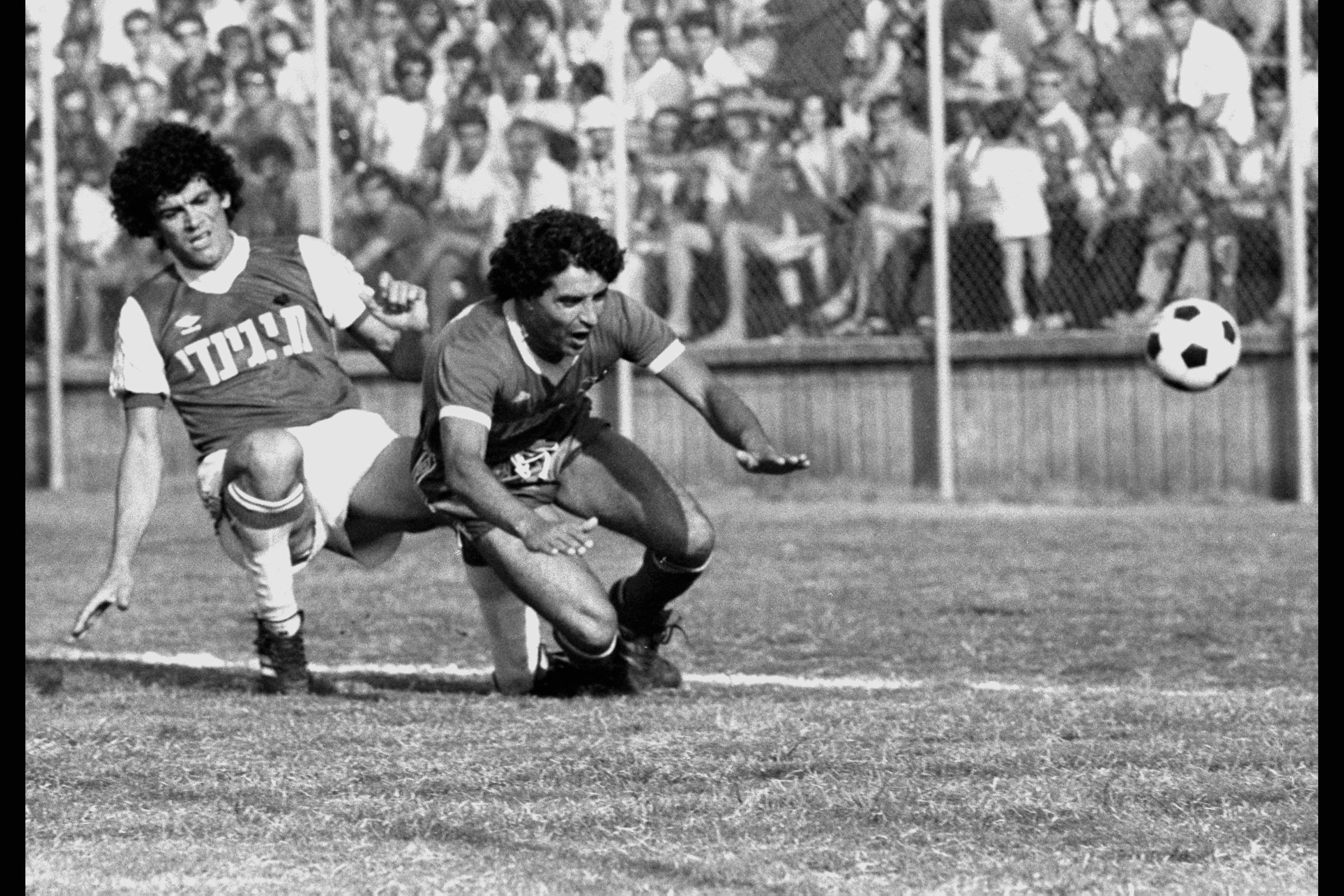
L'Hapoel Kfar Saba (in divisa monocromatica) contro lo Shimshon Tel Aviv, durante il vittorioso campionato 1981-1982.

Riuscì, comunque, a tornare prontamente nella massima serie, anche se il livello del club si era ormai nettamente abbassato. Dopo un'ultima Coppa di Stato nel 1989-90, l'Hapoel Kfar Saba trascorse un decennio di alti e bassi tra prima e seconda divisione. Tra il 2000-01 e il 2004-05 l'Hapoel è rimasto per 4 stagioni consecutive in seconda divisione, rischiando grosso all'indomani del ritorno in Ligat ha'Al, nella stagione 2005-2006, quando aveva appena 10 punti dopo le prime 20 partite. L'arrivo in panchina di Eli Ohana e di nuovi innesti nella rosa hanno permesso all'Hapoel di conquistare, all'ultima giornata, un'insperata salvezza.
Dopo l'ottavo posto nella stagione 2006-2007, l'Hapoel Kfar Saba retrocesse, al termine del campionato 2007-2008 in Liga Leumit: giunto a pari punti (37) con il Maccabi Petah Tiqwa, l'Hapoel si classificò comunque al penultimo posto per la peggior differenza reti, venendo così relegato in seconda divisione insieme al Maccabi Herzliya.
Nel 2009-2010, l'Hapoel giunse terzo nel campionato di Liga Leumit, venendo così promosso allo spareggio contro la terz'ultima classificata dei play-out di prima divisione: qui, tuttavia, fu battuto per 1-0 dall'Hapoel Ramat Gan e costretto, di conseguenza, alla permanenza in seconda serie.
Nel 2010-2011, ad un nuovo terzo posto in Liga Leumit è seguita, per l'Hapoel Kfar Saba, una nuova sconfitta nello spareggio contro la terz'ultima classificata della Ligat ha'Al, l'Hapoel Petah Tiqwa (vittorioso per 4-1 in casa e 1-0 a Kfar Saba), che ha costretto i bianco-verdi a un ulteriore campionato di seconda serie.
Dal campionato successivo, tuttavia, il livello della squadra diminuisce sensibilmente. Al termine della stagione 2012-2013, l'Hapoel Kfar Saba si classifica al penultimo posto, retrocedendo così in Liga Alef.

## Organico

### Rosa 2020-2021
Aggiornata al 29 agosto 2020.
| N. |                    | Ruolo | Calciatore       |
| -- | ------------------ | ----- | ---------------- |
| 1  | Israele (bandiera) | P     | Matan Zalmanovic |
| 2  | Israele (bandiera) | D     | Shon Krendi      |
| 3  | Israele (bandiera) | D     | Maor Gerassi     |
| 4  | Israele (bandiera) | D     | Tal Makhlouf     |
| 5  | Israele (bandiera) | D     | Omer Danino      |
| 6  | Israele (bandiera) | C     | Omer Barami      |
| 7  | Israele (bandiera) | D     | Tom Shelach      |
| 8  | Israele (bandiera) | C     | Ben Reichert     |
| 9  | Israele (bandiera) | A     | Yahav Afriat     |
| 10 | Francia (bandiera) | A     | Amadou Soukouna  |
| 11 | Israele (bandiera) | C     | Sagi Dror        |
| 12 | Israele (bandiera) | D     | Aviv Solomon     |
| 14 | Israele (bandiera) | C     | Gateon Triko     |

| N. |                        | Ruolo | Calciatore             |
| -- | ---------------------- | ----- | ---------------------- |
| 15 | Israele (bandiera)     | C     | Raz Cohen              |
| 16 | Israele (bandiera)     | C     | Ben Hayun              |
| 17 | Israele (bandiera)     | C     | Or Dasa                |
| 18 | Israele (bandiera)     | C     | Omer Fadida (capitano) |
| 19 | Israele (bandiera)     | C     | Alon Sabag             |
| 21 | Uganda (bandiera)      | A     | Luwagga Kizito         |
| 22 | Israele (bandiera)     | P     | Itamar Israeli         |
| 26 | Stati Uniti (bandiera) | C     | George Fochive         |
| 29 | Nigeria (bandiera)     | C     | Michael Omoh           |
| 33 | Israele (bandiera)     | P     | Matan Galanti          |
| 36 | Nigeria (bandiera)     | D     | Sodiq Atanda           |
| 77 | Israele (bandiera)     | C     | Itay Shor              |
| 99 | Guinea (bandiera)      | A     | Kerfala Cissoko        |

### Rosa 2019-2020
| N. |                    | Ruolo | Calciatore      |
| -- | ------------------ | ----- | --------------- |
| 1  | Israele (bandiera) | P     | Dan Drori       |
| 4  | Israele (bandiera) | D     | Tal Makhlouf    |
| 5  | Israele (bandiera) | D     | Jenia Berkman   |
| 7  | Israele (bandiera) | D     | Tom Shelach     |
| 8  | Israele (bandiera) | C     | Ben Reichert    |
| 9  | Israele (bandiera) | A     | Yahav Afriat    |
| 10 | Francia (bandiera) | A     | Amadou Soukouna |
| 11 | Israele (bandiera) | C     | Sagi Dror       |
| 12 | Israele (bandiera) | D     | Aviv Solomon    |
| 13 | Israele (bandiera) | P     | Igal Becker     |
| 14 | Israele (bandiera) | C     | Gateon Triko    |
| 16 | Israele (bandiera) | C     | Ben Hayun       |

| N. |                    | Ruolo | Calciatore      |
| -- | ------------------ | ----- | --------------- |
| 17 | Israele (bandiera) | D     | Noam Gamon      |
| 18 | Israele (bandiera) | C     | Omer Fadida     |
| 20 | Israele (bandiera) | C     | Dan Azaria      |
| 21 | Uganda (bandiera)  | A     | Luwagga Kizito  |
| 22 | Israele (bandiera) | P     | Itamar Israeli  |
| 23 | Israele (bandiera) | C     | Adrian Rochet   |
| 25 | Senegal (bandiera) | A     | Boubacar Traorè |
| 26 | Israele (bandiera) | D     | Eliran Saimon   |
| 28 | Ghana (bandiera)   | C     | Gershon Koffie  |
| 36 | Nigeria (bandiera) | D     | Sodiq Atanda    |
|    | Israele (bandiera) | C     | Ayman Kharbat   |
|    | Israele (bandiera) | A     | Noor Bisan      |

## Rose delle stagioni precedenti
- 2010-2011

## Palmarès

### Competizioni nazionali
- Campionato israeliano: 1

1981-1982
- Coppa di Israele: 3

1974-1975, 1979-1980, 1989-1990
- Supercoppa d'Israele: 1

1982
- Liga Leumit: 2

2001-2002, 2004-2005

### Altri piazzamenti
- Supercoppa d'Israele:

Finalista: 1975, 1980, 1990
- Liga Leumit:

Secondo posto: 1994-1995, 2014-2015
Terzo posto: 1992-1993, 2009-2010, 2010-2011